# Resolutie 208 Veiligheidsraad Verenigde Naties
Resolutie 208 van de Veiligheidsraad van de Verenigde Naties werd aangenomen op 10 augustus 1965. Dat gebeurde op de 1236ste vergadering van de Raad .

## Inhoud
De Veiligheidsraad merkte met spijt de dood op van rechter Abdul Badawi op 4 augustus 1965. Voorts werd opgemerkt dat de gecreëerde opening op het Internationaal Gerechtshof voor het verdere verloop van het diensttermijn van de overledene, invulling diende te krijgen overeenkomstig de statuten van het Internationaal Gerechtshof. Volgens artikel 14 van de statuten moest de Veiligheidsraad een datum voor verkiezingen bepalen. Besloten werd dat op de 20ste Algemene Vergadering van de VN een verkiezing gehouden zou worden.

## Verwante resoluties
- Resolutie 130 Veiligheidsraad Verenigde Naties
- Resolutie 137 Veiligheidsraad Verenigde Naties
- Resolutie 272 Veiligheidsraad Verenigde Naties
- Resolutie 480 Veiligheidsraad Verenigde Naties

Lijst ·  200 ·  201 ·  202 ·  203 ·  204 ·  205 ·  206 ·  207 ·  208 ·  209 ·  210 ·  211 ·  212 ·  213 ·  214 ·  215 ·  216 ·  217 ·  218 ·  219